# Sgribhis-bheinn
Sgribhis-bheinn är ett berg i Storbritannien.   Det ligger i kommunen Highland och riksdelen Skottland, i den norra delen av landet, 800 km norr om huvudstaden London. Toppen på Sgribhis-bheinn är 371 meter över havet, eller 248 meter över den omgivande terrängen. Bredden vid basen är 5,1 km.
Terrängen runt Sgribhis-bheinn är huvudsakligen kuperad, men österut är den platt. Havet är nära Sgribhis-bheinn åt nordost. Trakten runt Sgribhis-bheinn är nära nog obefolkad, med mindre än två invånare per kvadratkilometer. Närmaste större samhälle är Kinlochbervie, 17,8 km sydväst om Sgribhis-bheinn. Trakten runt Sgribhis-bheinn består i huvudsak av gräsmarker.